# Mozaïeken (Howard Hanson)
Mozaïeken (Mosaics) is een compositie van de Amerikaanse componist Howard Hanson.
Gedurende zijn verblijf in Italië bezocht Hanson onder meer de Kathedraal van Palermo en was zo onder de indruk van de mozaïeken daar, dat hij er een compositie op baseerde. Hanson bediende zich daarbij van een oude compositie techniek: thema en variaties. De compositie is geschreven voor orkest.
De première werd gegeven door Georg Szell met zijn Cleveland Orchestra .

## Bron en discografie
- onder meer een uitgave van Delos International; Seattle Symphony o.l.v. Gerard Schwarz alsook
- een uitgave onder leiding van Hanson zelf.